# Alopecosa nagpag
Alopecosa nagpag är en spindelart som beskrevs av Chen, Song och Kim 200. Alopecosa nagpag ingår i släktet Alopecosa och familjen vargspindlar. Inga underarter finns listade i Catalogue of Life.